# Memories (film 2015)
Memories (Senden Bana Kalan) è un film romantico turco del 2015 diretto da Abdullah Oğuz. È un adattamento del film sudcoreano del 2006 A Millionaire's First Love (in coreano: 백만장자의 첫사랑; RR: Baengmanjangjaui cheotsarang) diretto da Kim Tae-kyun.

## Trama
Özgür, un ragazzo che ha perso i genitori fin dall'infanzia, era l'erede della ricchezza del nonno, ma c'è una condizione: deve vivere per un po' nel villaggio di Adatepe a Çanakkale, altrimenti il patrimonio verrà donato in beneficenza. Özgür andrà in quel villaggio e incontrerà Elif, una povera ragazza di diciotto anni con problemi cardiaci.

## Personaggi e interpreti
- Elif, interpretata da Neslihan Atagül, doppiata da Sara Ferranti.
- Özgür, interpretato da Ekin Koç, doppiato da Flavio Aquilone.
- Saliha, interpretata da Zeynep Kankonde, doppiata da Valeria Vidali.
- Müdür Nihat, interpretato da Sabri Özmener, doppiato da Massimo De Ambrosis.
- Emma, interpretata da Wilma Elles, doppiata da Elena Perino.
- Tosun, interpretata da Doğa Konakoğlu.
- Avvocato Hamdi, interpretato da Hakan Karahan, doppiato da Riccardo Lombardo.
- Gözlük, interpretato da Silvyo Behmoaras.
- Meraklı, interpretata da Gamze Pelin Gökçe.
- Menfi, interpretato da Buğra Özmüldür.
- Selman, interpretato da Tayfun Savlıoğlu.
- Emel, interpretata da Dila Pekdemir.
- Tayfun Sav.
- Leyla Kader İlhan.

## Riprese
Le riprese sono state effettuate a Balıkesir (in particolare nel distretto di Ayvalık), ad Adatepe, il monte Ida, l'isola Cunda e a Istanbul (in particolare a Yeşilyurt, nel distretto di Bakırköy).

## Distribuzione
In Turchia il film è stato presentato in anteprima nelle sale il 17 aprile 2015. In Italia il film è andato in onda in prima visione e in prima serata su Canale 5 l'8 agosto 2025.